# Pekalongan (Ujan Mas)
Pekalongan is een bestuurslaag in het regentschap Kepahiang van de provincie Bengkulu, Indonesië. Pekalongan telt 1396 inwoners (volkstelling 2010).